# 曇霍
昙霍（?—?），十六国时南凉僧人。
秃发傉檀时昙霍从河南来入南凉，言行怪异。持一锡杖，令人跪下，说：“此是般若眼，尊奉可以得道。”当时的人对他感到惊异。有人送给他衣服，他收下投到河里，后日还给本主，衣服没有被污。他走路如风云，谈论人的死生贵贱无毫厘之差。有人藏起来它的锡杖，昙霍大哭数声，闭目一会，起来取出锡杖，都感到他的神异莫测。他对秃发傉檀说：“如果能安坐无为，则天下可定，子孙昌盛，如果穷兵好杀，祸将临头。”秃发傉檀不能听从。秃发傉檀之女重病，请他治疗，昙霍说：“人之生死自有定期，圣人也不能转祸为福，昙霍怎么能延命！只可以知她死的早晚而已。”秃发傉檀坚决请求。当时后宫门闭，昙霍说：“赶紧打开后门，赶得上开门则生，赶不上则死。”傉檀命令开门，没有赶上而死去。后来兵乱，不知所在。

## 延伸阅读
[在维基数据编辑]
 《晉書·卷095》，出自房玄齡《晉書》